# 五菱・宏光ミニEV
宏光 ミニ EV（Wuling Hongguang Mini EV）は、上汽通用五菱汽車が生産・販売する電気マイクロカーである。

## 概要
2020年6月23日に詳細を発表し、同年7月より販売開始。廉価グレード「轻松款」は2万8,800元（約45万円）、中間グレード「自在款」は3万2,800元（約51万円）、エアコンが装備される上級グレード「悦享款」は3万8,800元（約60万円）という安さと全長2,917mm、全幅1,493mmというコンパクトなボディサイズが特徴の電気自動車で、メーカーは「人民代歩車（足代わりの車）」と位置付けている。
エクステリアデザインは電気自動車を印象付ける先進的なイメージではなく、シンプルで親しみやすいデザインとなっている。インテリアは樹脂などを使いコストダウンが見受けられるが、日常使いには十分なものに仕上げた。4人分の乗車スペースが確保されている一方、後部座席を収納すると約760Lの荷室が出現する。
廉価・中間グレードでは9.3kWh、上級グレードでは13.9kWhのバッテリー容量を備えるリチウムFe電池を搭載している。充電電圧は220Vで急速充電には未対応。充電時間は廉価・中間グレードで6時間半、上級グレードは9時間である。航続距離は廉価・中間グレードで120km、上級グレードでは170kmとなる。
日本ではアパテックモーターズが2022年3月から市場調査を開始し、2023年の発売を目指している。

## 宏光 ミニ EV マカロン
2021年4月、上海モーターショーにて初公開。宏光ミニEVの上級モデルで、LEDヘッドライトやツートン合金ホイールが装備される。ボディカラーはパントンとコラボし、アボカドグリーン、レモンイエロー、ホワイトピーチピンクを揃えた。また、低速歩行者警報や運転席エアバッグなどの安全装備も充実している。「时尚款」はバッテリー容量9.3kWhで価格は3万7,600元、「臻享款」はバッテリー容量13.8kWhで価格は4万3800元。

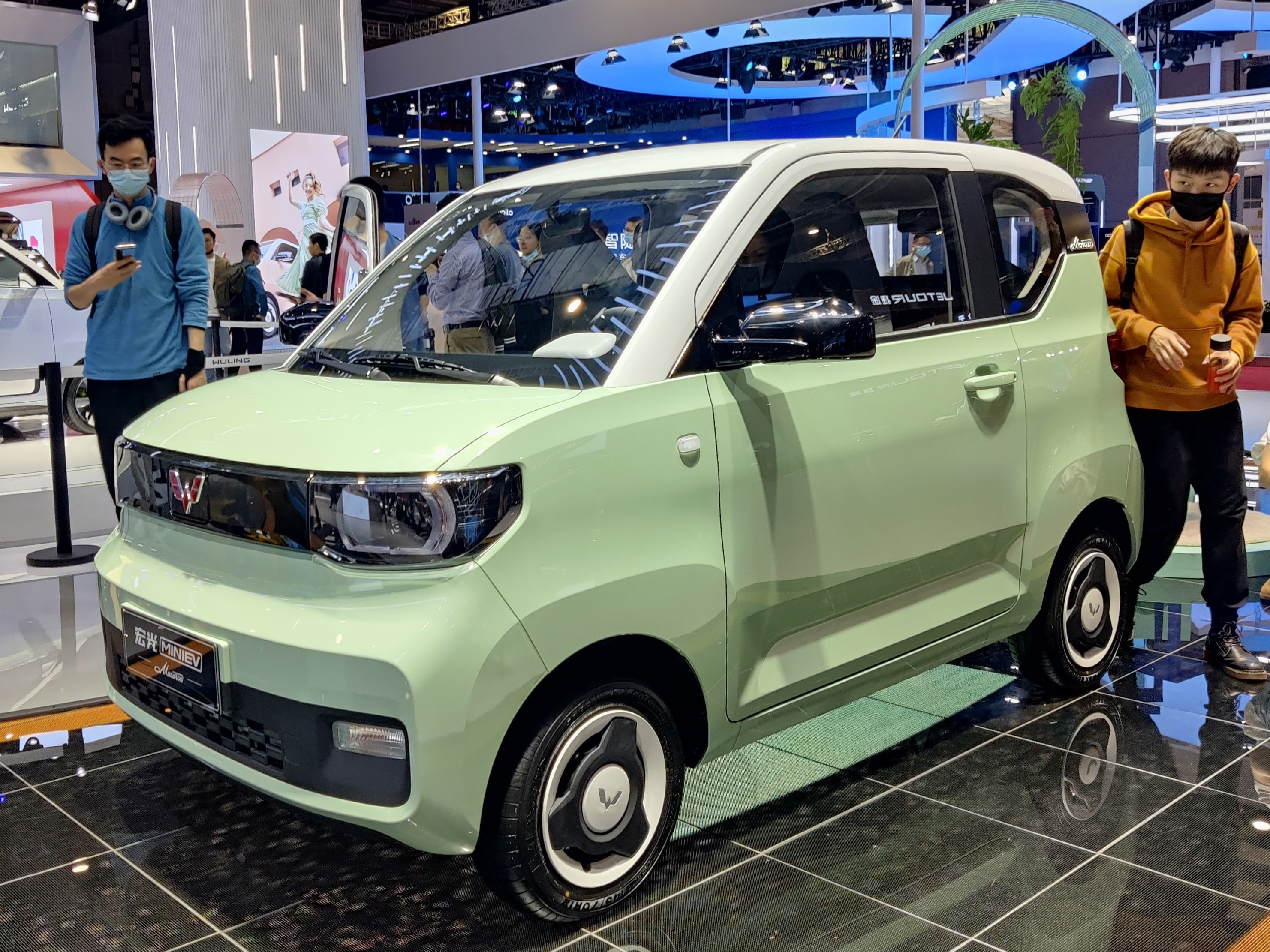
Macaron
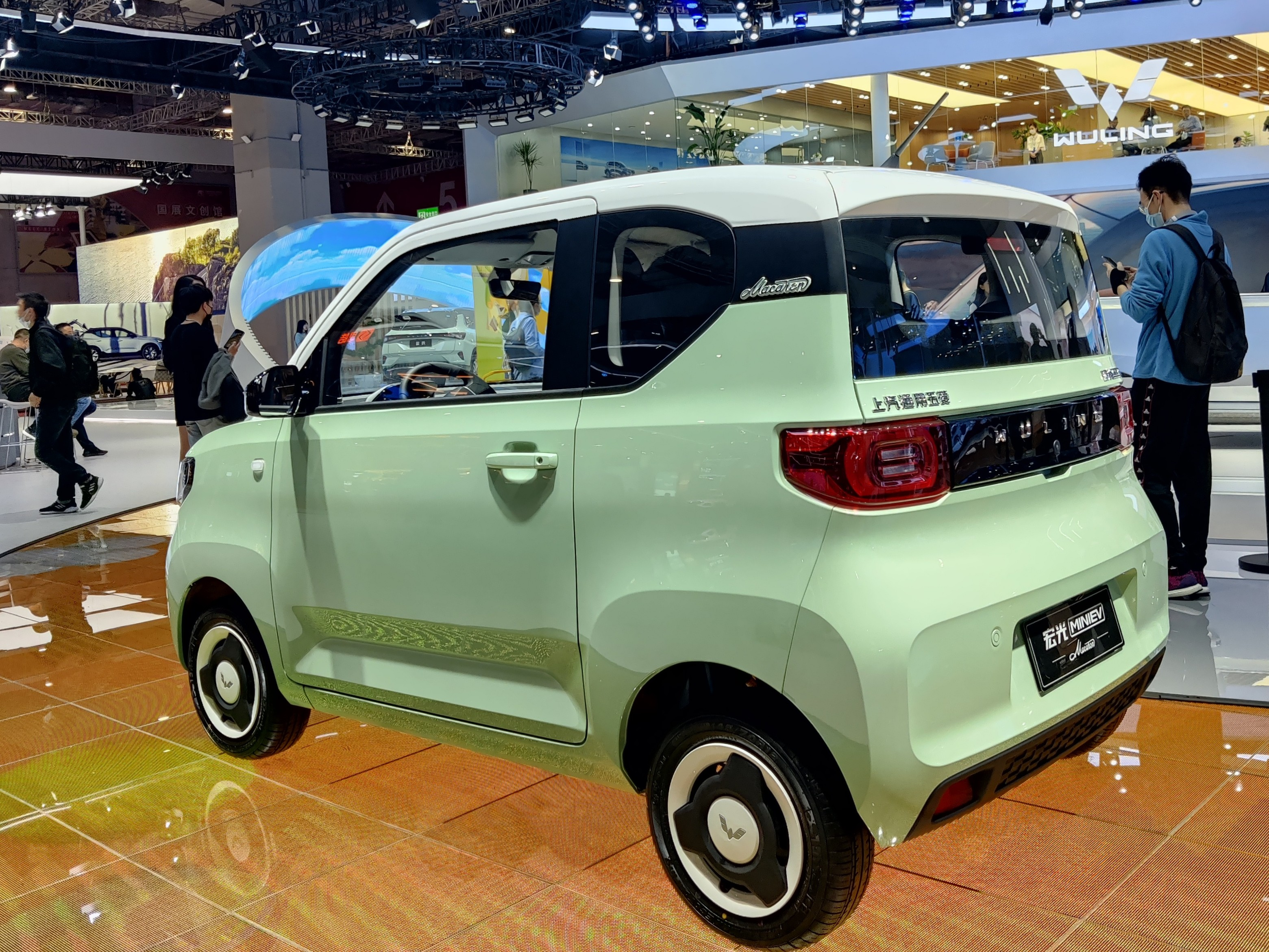
Macaron

## 宏光 ミニ EV カブリオ
2021年4月、上海モーターショーにてコンセプトモデルを初公開。折りたたみ式ソフトトップを備えるオープンモデルで2022年9月より中国で販売が開始された。

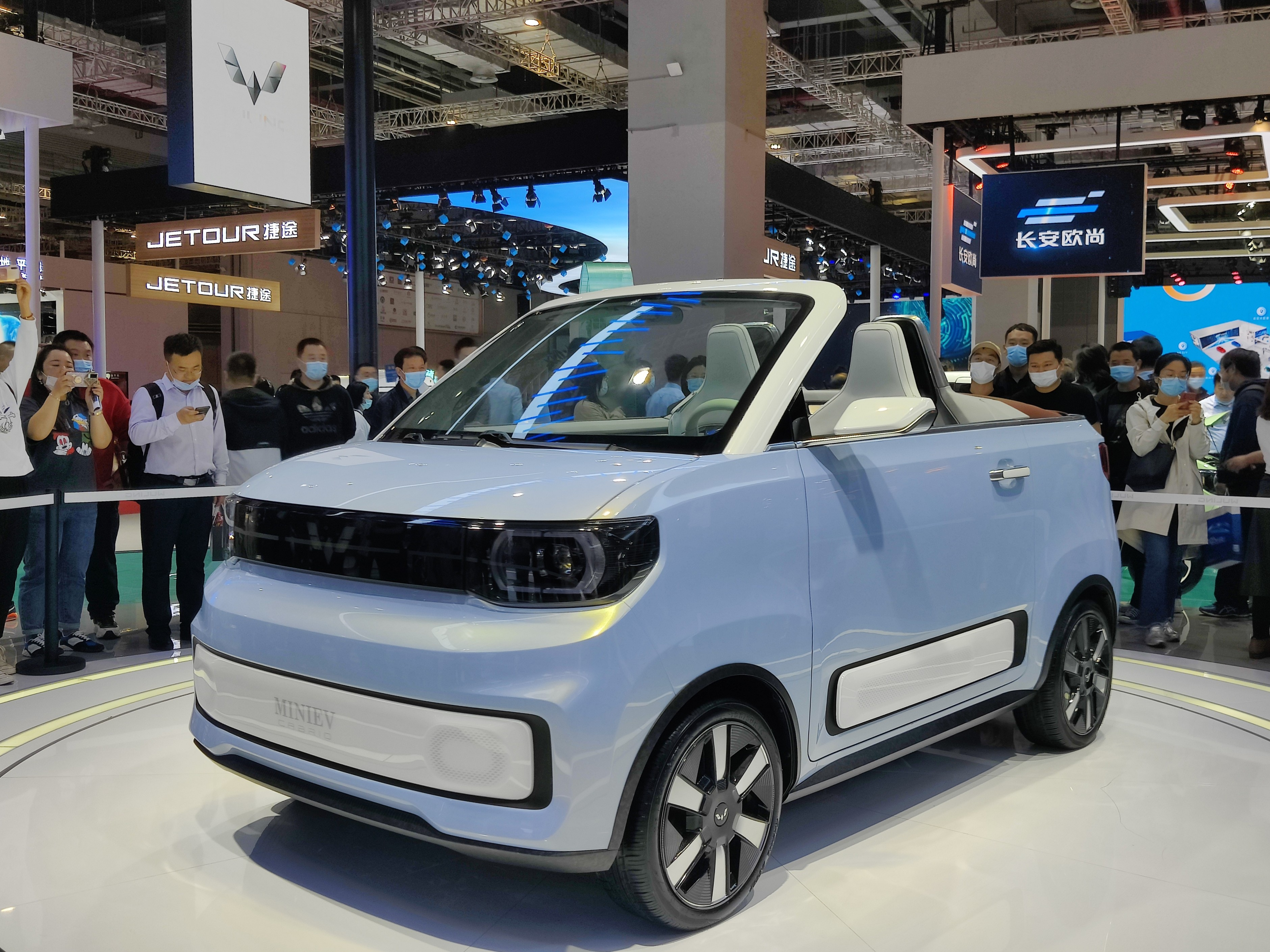
Cabrio（コンセプト）
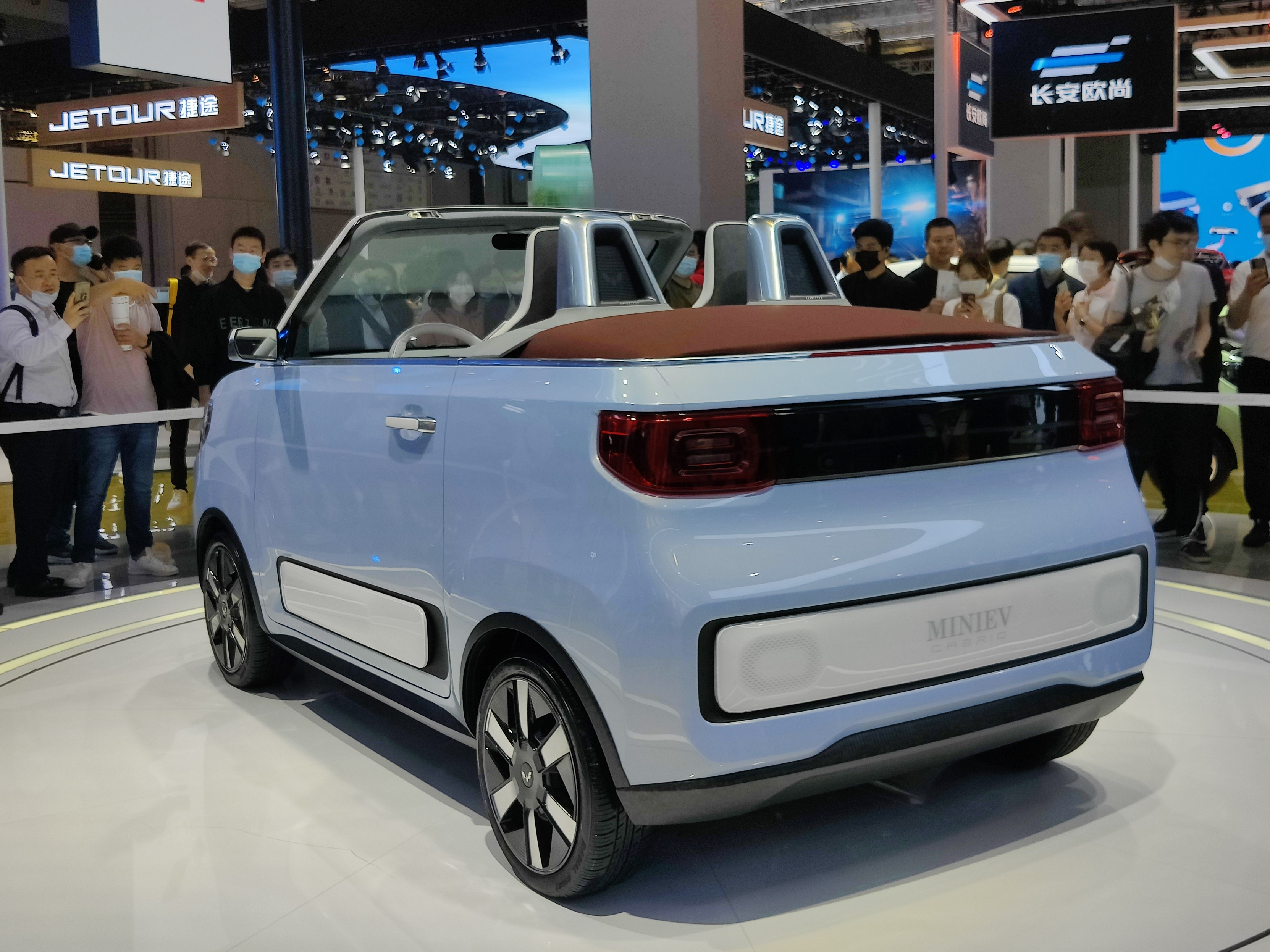
Cabrio（コンセプト）
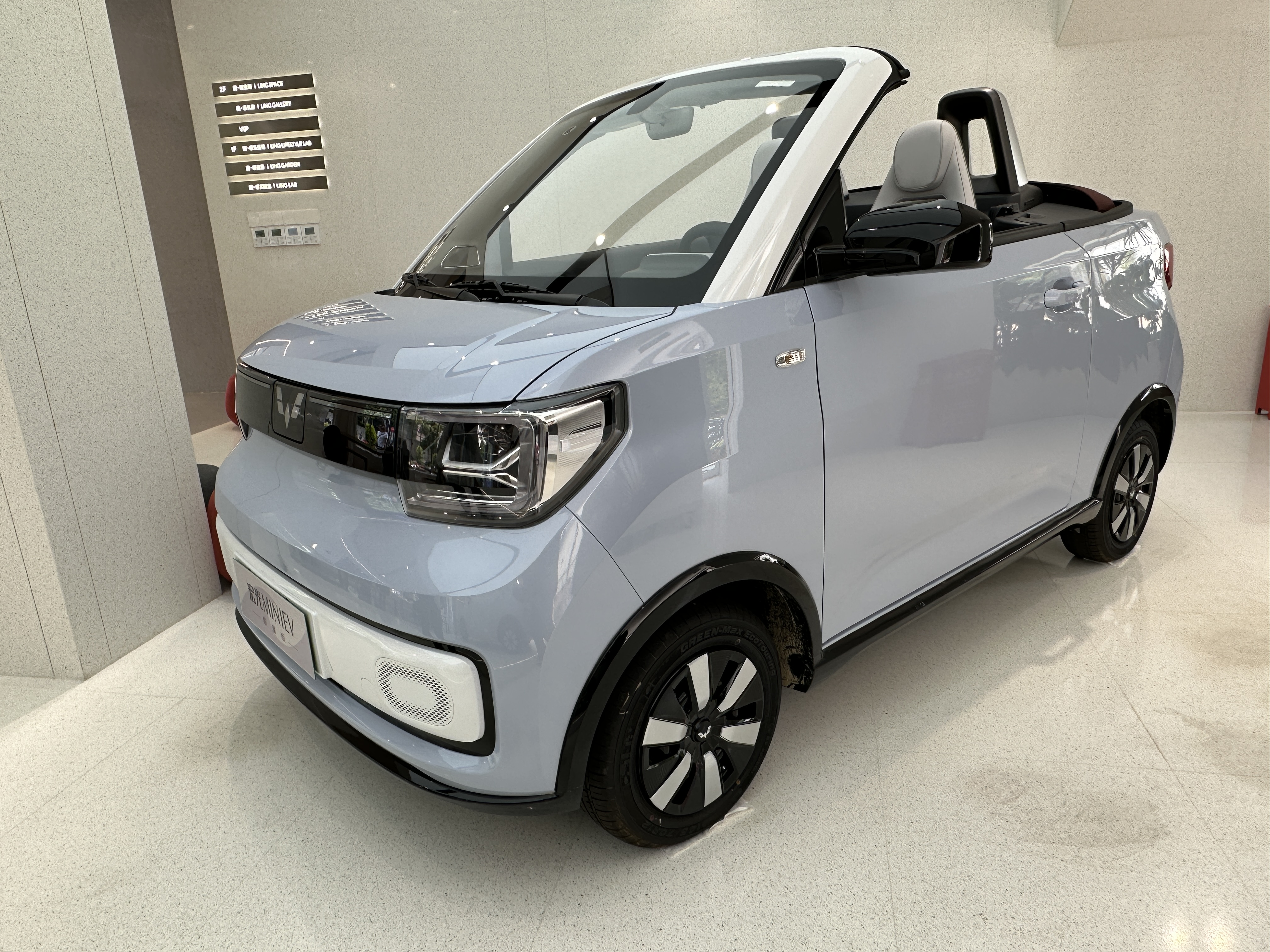
Cabrio
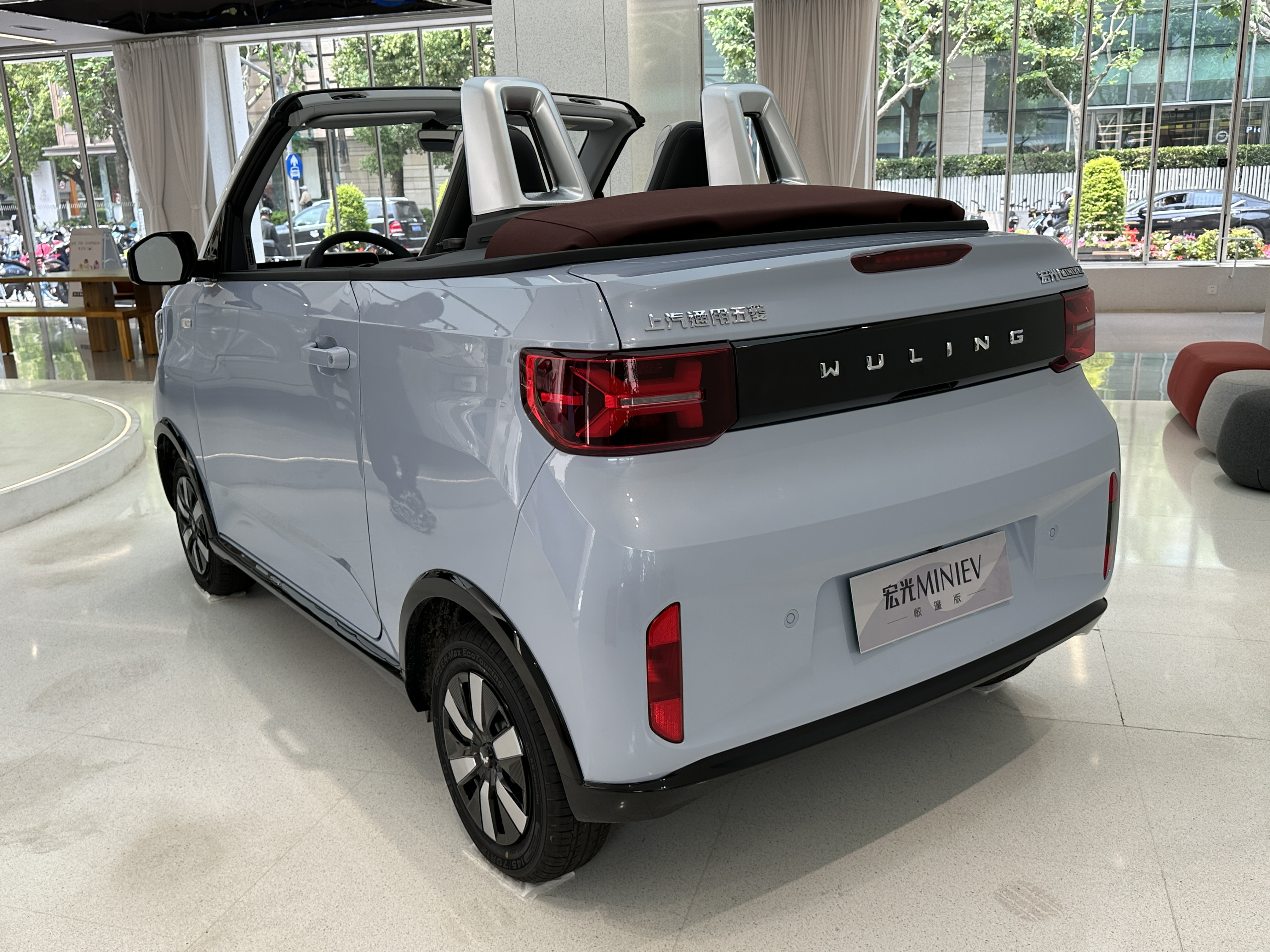
Cabrio

## 宏光 ミニ EV ゲームボーイ エディション
2022年4月、エクステリアデザインを変更した特別仕様車として「ミニ EV ゲームボーイ エディション（Mini EV GameBoy Edition）」が販売開始された。

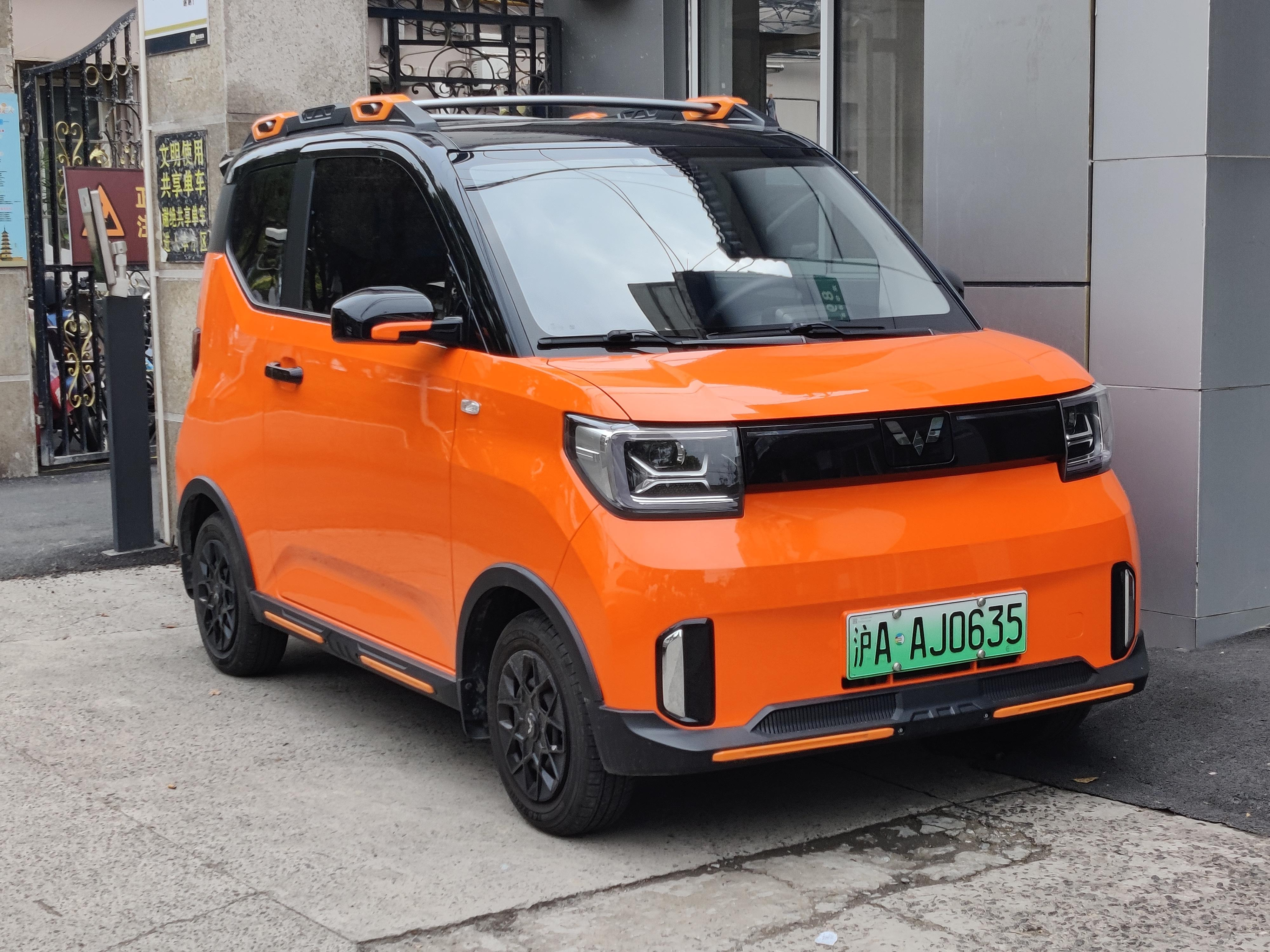
ゲームボーイ エディション
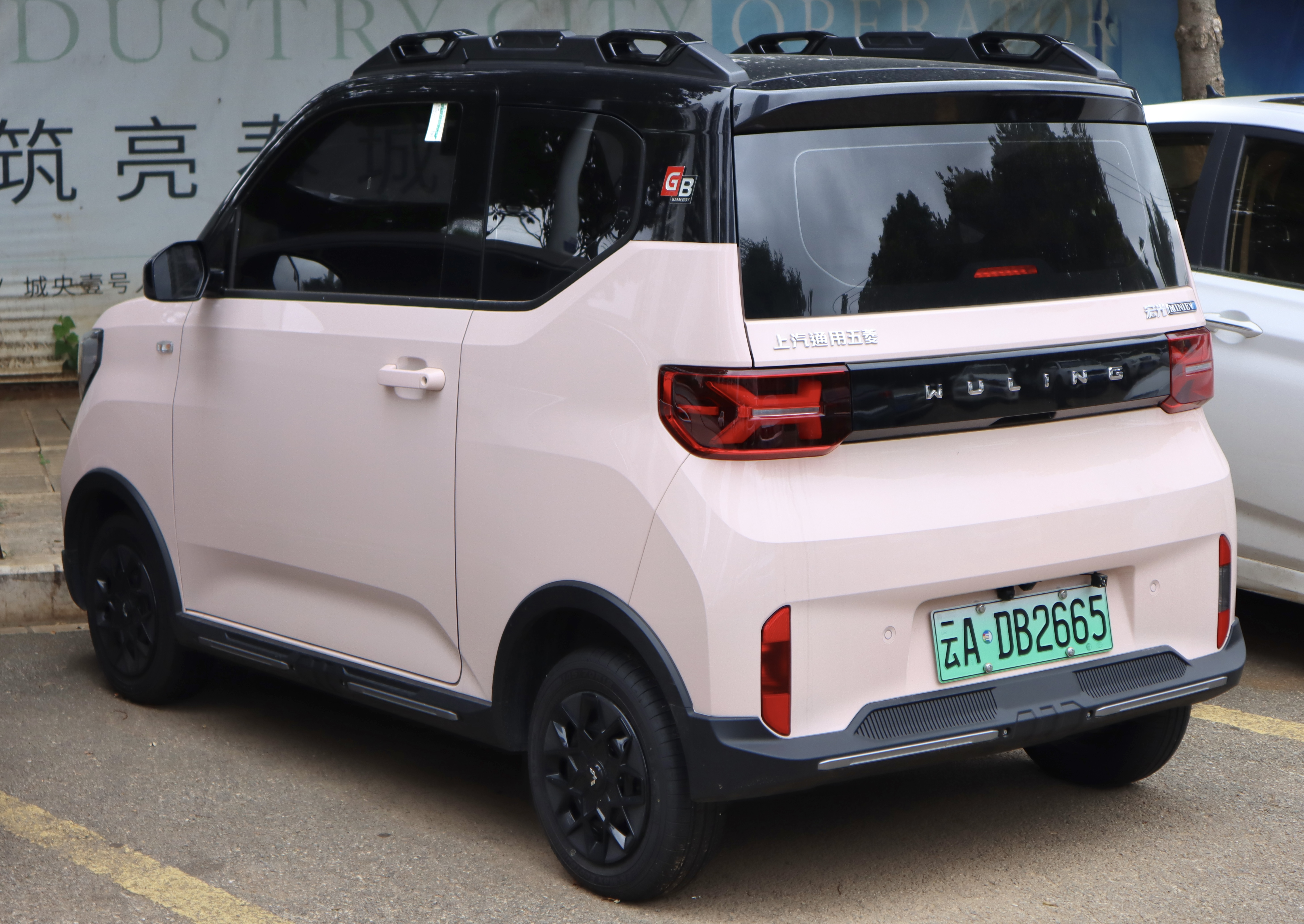
ゲームボーイ エディション

## フリーズ ニクロブ（Freze Nikrob）
中国国外では、ラトビアに拠点を持ち高性能装甲車などを手掛けるダーツ（Dartz）がヨーロッパ向けに販売を行う。上汽通用五菱汽車からの技術や部品の提供をもとにダーツが組み立て、「Freze Nikrob EV」の名称が使用される。

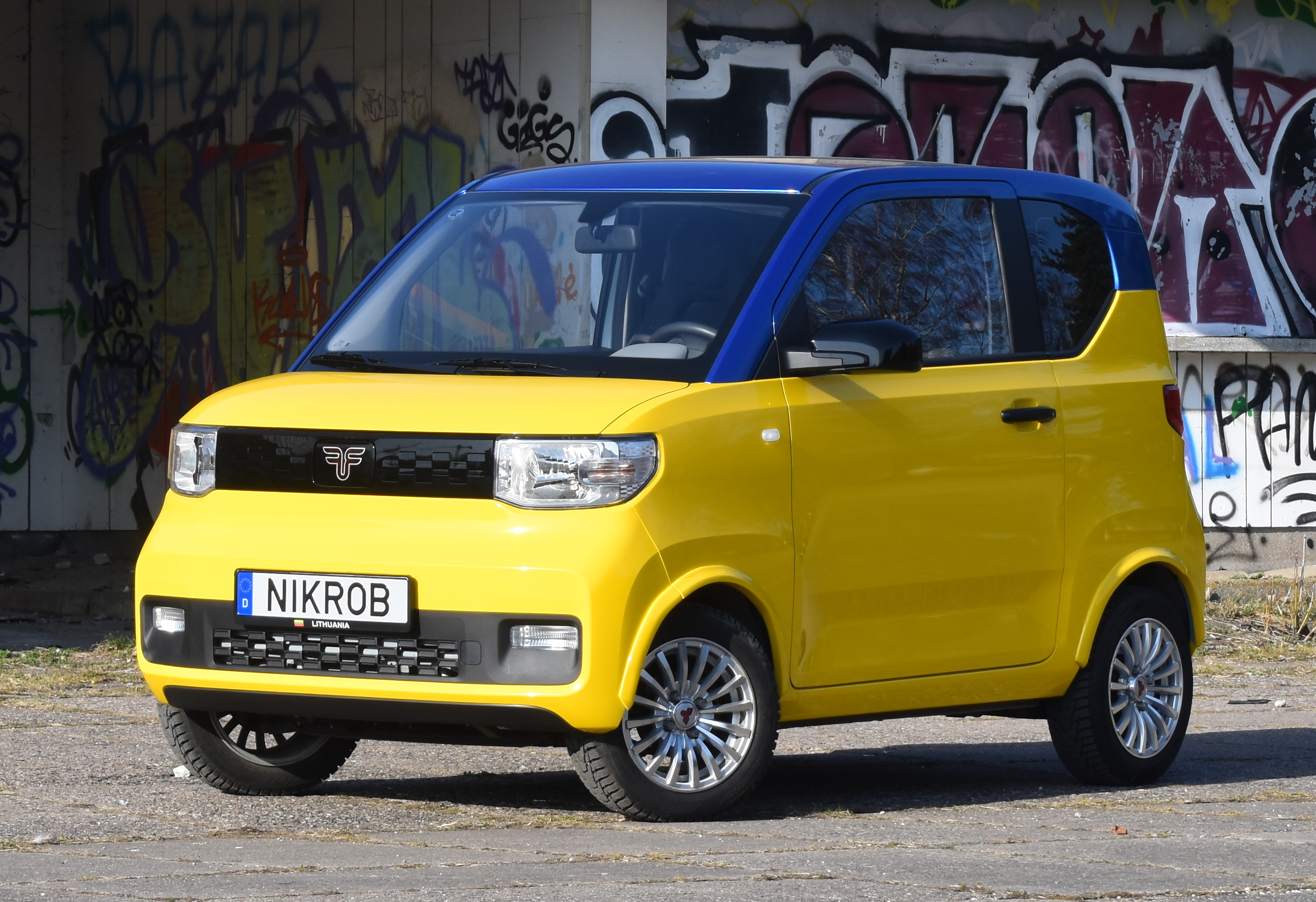
フリーズ ニクロブ
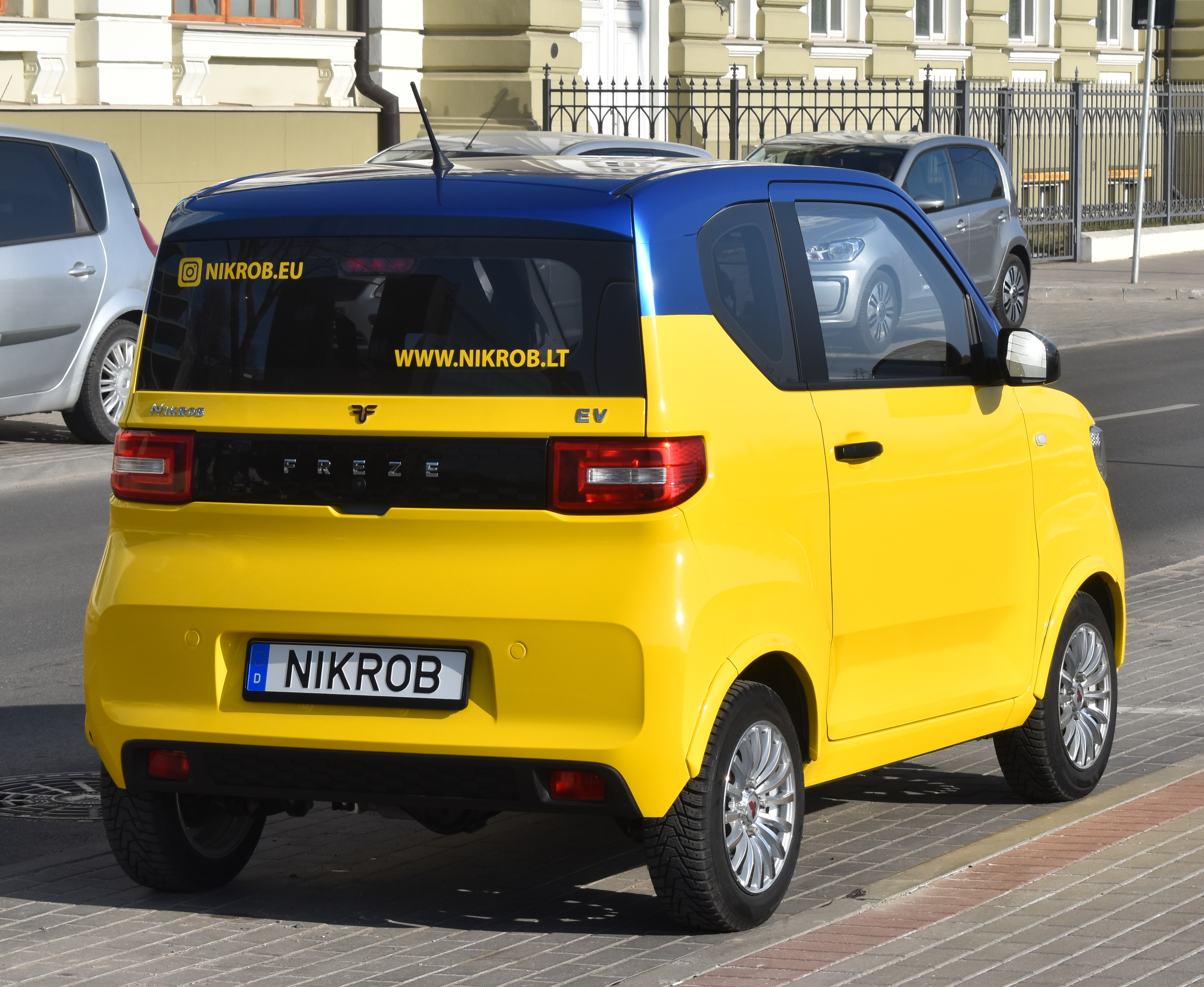
フリーズ ニクロブ

## 販売状況
中国では、2020年11月に33,904台を販売し、中国国内の電気自動車販売ランキングでテスラ・モデル3を抜き1位となった。また、2020年内には11万9255台を販売し、テスラ・モデル3に続く2位を記録した。
好調な販売とともに日本メディアでも「50万円EV」として注目が高まっている。
| 年   | 中国    |
| ---- | ------- |
| 2020 | 127,651 |
| 2021 | 395,451 |
| 2022 | 404,823 |